# Volkswagen Touran
Volkswagen Touran är en bilmodell från Volkswagen lanserad 2003.

## Motoralternativ
| Modell  | Årsmodell | Motor                    | Cylindervolym | Effekt | Vridmoment | Bränslesystem                        |
| ------- | --------- | ------------------------ | ------------- | ------ | ---------- | ------------------------------------ |
| 1.4 TSI | 2007-     | 4-cyl radmotor DOHC 16V  | 1390 cm³      | 140 hk | 220 Nm     | Direktinsprutning, turbo, kompressor |
| 1.4 TSI | 2008-     | 4-cyl radmotor DOHC 16V  | 1390 cm³      | 170 hk | 240 Nm     | Direktinsprutning, turbo, kompressor |
| 1.6     | 2004-     | 4-cyl radmotor SOHC 8V   | 1595 cm³      | 102 hk | 148 Nm     | Bränsleinsprutning                   |
| 1.6 FSI | 2003-2006 | 4-cyl radmotor DOHC 16V  | 1598 cm³      | 115 hk | 155 Nm     | Direktinsprutning                    |
| 2.0 FSI | 2004-2006 | 4-cyl radmotor DOHC 16V  | 1984 cm³      | 150 hk | 200 Nm     | Direktinsprutning                    |
| 1.9 TDI | 2005-     | 4-cyl radmotor SOHC 8V   | 1896 cm³      | 90 hk  | 210 Nm     | Turbodiesel                          |
| 1.9 TDI | 2003      | 4-cyl radmotor SOHC 8V   | 1896 cm³      | 100 hk | 250 Nm     | Turbodiesel                          |
| 1.9 TDI | 2004-     | 4-cyl radmotor SOHC 8V   | 1896 cm³      | 105 hk | 250 Nm     | Turbodiesel                          |
| 2.0 TDI | 2003      | 4-cyl radmotor DOHC 16V  | 1968 cm³      | 136 hk | 320 Nm     | Turbodiesel                          |
| 2.0 TDI | 2004-     | 4-cyl radmotor DOHC 16V* | 1968 cm³      | 140 hk | 320 Nm     | Turbodiesel                          |
| 2.0 TDI | 2007-     | 4-cyl radmotor DOHC 16V  | 1968 cm³      | 170 hk | 350 Nm     | Turbodiesel                          |

* 2.0 TDI 140 hk med partikelfilter: SOHC 8V.